# Сестьєре

Nizioletti — вуличний вказівник з назвою сестьєре і кампо венеційською мовою

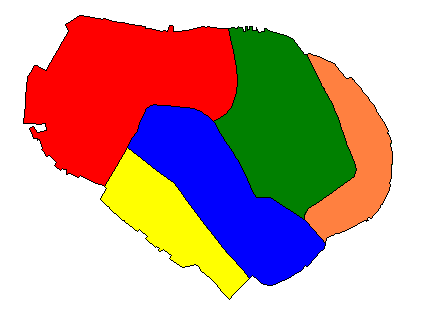
Сестьєре Бурано:
Джудека
Сан Мауро
Сан Мартино Сіністра
Сан Мартино Дестра
Терранова
острів Маццорбо

Символіка сестьєре на носі гондоли.

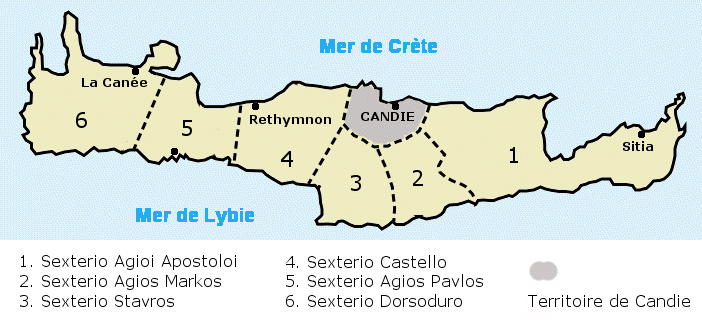
Шість венеційських сестьєре (sexteria) на острові Крит у ХІІІ ст.

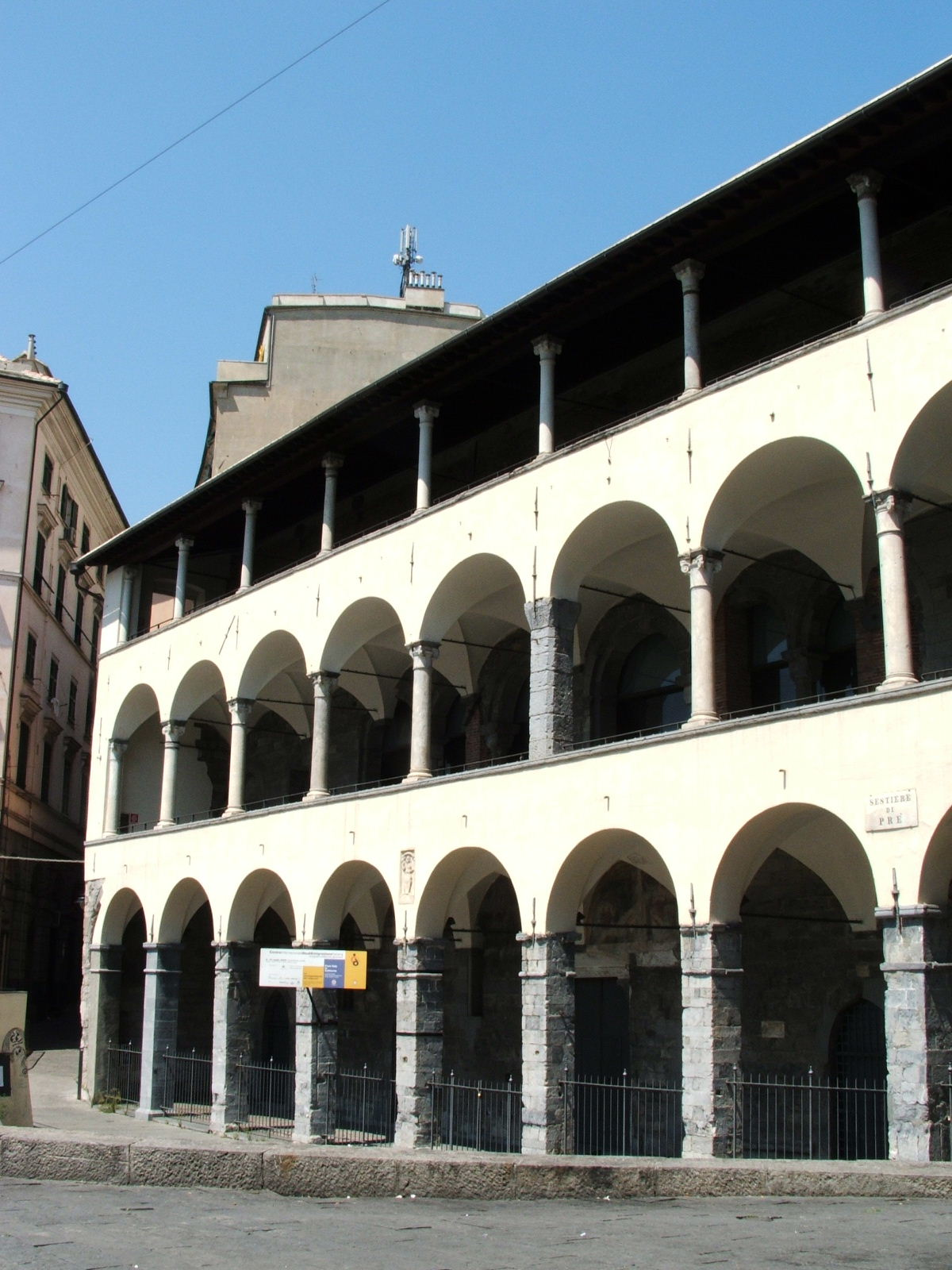
Комтурство Сан-Джованні ді Прі. Генуя.

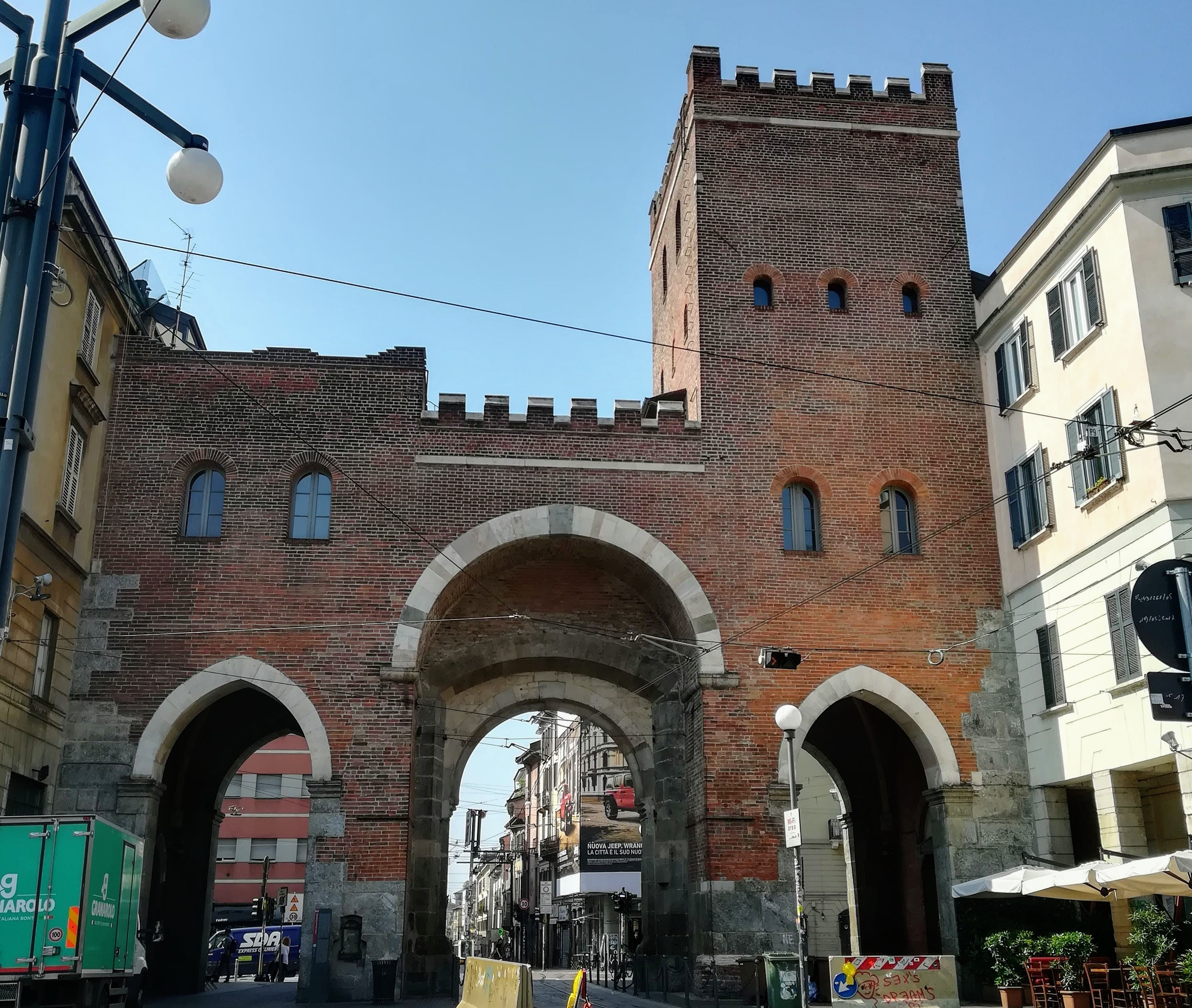
Сестьєре Порта Тічинезе. Мілан.

Сестьєре (вен. sestièr, італ. sestiere, у множині sestieri) — район у деяких італійських містах.
Районування міст походить від давньоримської традиції поділу римського табору (каструм) на чотири частини.
Слово сестьєре походить від італ. sesto (шість) і, таким чином, використовується тільки для міста, поділеного на шість районів. Найвідомішим прикладом є сестьєре Венеції.
Деякі італійські міста, як наприклад, Асколі-Пічено, Генуя, Мілан і Рапалло також діляться на сестьєре. Щоправда, назва таких районів варіюється. Так, муніципалітет Леонесса розділений на сесті (sesti).
Інші італійські міста з меншою кількістю районів розділені на квартьєре  (quartieri — чотири, пор. слово квартал) або терцьєре (terzieri — три). Деякі міста, незалежно від кількості районів, діляться на ріоні (від лат. regio — регіон). Сестьєре, квартьєре, терцьєре, ріоні та їх аналоги, як правило, вже не адміністративні райони міст, а радше історичні й традиційні громади, які частіше нагадують про себе у щорічних міських змаганнях (паліо).

## Сестьєре Венеції
Венеція має власну давню традицію поділу міста із використанням дуже заплутаної системи нумерації будинків для кожного району. Деякі номери досягають чотиризначних чисел.
Традиційні назви районів Венеції:
- Каннареджо (вен. Canarégio) походить від вен. canneti (очерет), оскільки цей район був заболоченим і покритим очеретом.
- Кастелло (вен. Casteło) отримав свою назву від нині неіснуючої фортеці (вен. casteło), навколо якої розрослося поселення.
- Дорсодуро (вен. Dorsoduro), назва, імовірно, походить від вен. dorso duro (твердий хребет), оскільки у цьому районі ґрунт був більш стабільним, ніж в інших заболочених.
- Сан-Марко (вен. San Marco) названий на честь базиліки Святого Марка.
- Сан-Поло (вен. San Poło) — район у центрі Венеції. Названий на честь церкви Святого Павла.
- Санта-Кроче (вен. Santa Cróxe) — найменший з районів. Названий на честь церкви Святого Хреста, зруйнованої Наполеоном.

Згодом до історично сформованих районів включили інші території. Острів Джудекка — частина Дорсодуро, острів Сан-Джорджо Маджоре — Сан-Марко, Сан-Мікеле з міським цвинтаром — Кастелло. А острови Бурано і Пеллестріна діляться відповідно на п'ять і чотири райони.
Широко відома символіка ферро, особливого залізного гребіня, що встановлюється на носі гондоли. Шість зубців символізують шість районів міста, ще один, який виступає в протилежний бік від решти — острів Джудекку, Його S-форма нагадує Великий канал (Гранд-канал) або капелюх Дожів, просвіт над верхнім зубчиком — Міст Ріальто.

## Адміністративно-територіальний поділ Венеційської республіки
Поділ Венеції склався у часи існування Венеційської республіки. З давніх часів цей поділ був також відображений у складі судів, до яких входили шість радників дожа, обраних в Малій Раді, по одному від кожного району.
Нагляд за районом здійснював капісестьєре (capisestiere), чиновник, відповідальний оперативно повідомляти уряду про настрої і поведінку мешканців.
Районування на сестьєре поширювалось на землі, що знаходилися під контролем Венеційської республіки, на територію Догадо (Венеційська морська імперія) і на острів Крит.

## Сестьєре Генуї
Історичний центр Генуї був розділений на шість районів.
Їх назви дотепер залишилися у поділі столиці Лігурії на адміністративні муніципалітети:
- Прі (Prè)
- Порторія (Portoria)
- Моло (Molo)
- Маддалена (Maddalena)
- Сан Вінченцо (San Vincenzo)
- Сан Теодоро (San Teodoro)

## Сестьєре Мілана
Історичний центр Мілана був колись розділений на шість округів. Сестьєре міста були обнесені муром, вхід до яких вів через браму (італ. porta).
Це відбилося на назві районів, які збереглися у Мілані до сьогодні:
- Сестьєре Порта Романа (Sestiere di Porta Romana)
- Сестьєре Порта Комазіна (Sestiere di Porta Comasina)
- Сестьєре Порта Верчелліна (Sestiere di Porta Vercellina)
- Сестьєре Порта Нуова (Sestiere di Porta Nuova)
- Сестьєре Порта Орієнтале (Sestiere di Porta Orientale)
- Сестьєре Порта Тічинезе (Sestiere di Porta Ticinese)